# 辅仁药业
辅仁药业是1997年成立的一家以药业、酒业为主导，集研发、生产、经营、投资、管理于一体的综合性集团公司，总部位于河南鹿邑县。产品涵盖中西药制剂、生物制药、原料药、保健食品等多种类别。“辅仁”为中国驰名商标。

## 历史
辅仁药业成立于1993年，前身为河南三维药业。1995年，朱文臣开始筹建辅仁药业集团，1997年正式注册成立。2002年10月，辅仁药业取得了宋河酒厂的经营权，随后成立了相对独立的宋河酒业。2003年收购国有企业开封制药。
2006年，河南辅仁堂制药有限公司借壳ST民丰成功在上海证交所上市。2017年12月29日，辅仁药业重大资产重组成功，开封制药（集团）有限公司置入辅仁药业，集团跨入一个新的发展阶段。
辅仁药业创新研发面积11.3万平米，研发创新队伍近1500人。迄今集团拥有水针剂、冻干粉针剂、口服固体制剂等20多个剂型，1000余个品种；制剂综合产能位居全国制药行业前列。
2019年，辅仁药业出现财政危机，其18亿元现金被卷走，公司可用资金仅剩377余万，吸引监管的关注。在调查后发现，辅仁药业存在虚假记载、重大遗漏、违规担保、违规减持等多项违法行为。朱文臣被采取10年证券市场禁入措施，公司及相关责任人被处罚。
2023年4月19日，辅仁药业收到中国证监会《立案告知书》，称该公司因涉嫌信息披露违法违规，2023年4月3日，证监会决定对公司立案。另外，由于辅仁药业2021年度财务报告被会计师事务所出具无法表示意见的审计报告，公司股票已自2022年7月1日起被实施退市风险警示。
2023年5月9日，辅仁药业发布公告，公司实控人朱文臣因涉嫌信披违法违规，已于4月3日被中国证监会稽查总队立案。但截至公告日，稽查总队尚未联系到朱文臣。5月22日，辅仁药业发布公告称，上交所终止公司股票上市。公司股票终止上市后，将转入全国中小企业股份转让系统进行股份转让。

## 旗下企业
- 河南辅仁堂制药有限公司
- 开封制药（集团）有限公司
- 开封豫港制药有限公司
- 辅仁怀庆堂制药有限公司
- 辅仁药业集团外贸公司
- 辅仁药业集团新药营销公司
- 辅仁熙德隆肿瘤药品有限公司
- 上海辅仁医药研发有限公司
- 北京辅仁瑞辉生物医药研究院
- 辅仁医药科技开发有限公司
- 辅仁药业口服制剂营销公司
- 河南同源制药有限公司
- 辅仁药业医药有限公司
- 北京远策药业有限责任公司
- 辅仁集团实业股份有限公司
- 峨眉山通惠制药有限公司
- 辅仁商学院

## 荣誉
- 2018“中国医药工业百强”第12名
- 2018“中国制药工业百强”第13名
- “2018中国民营企业制造业500强”第333名
- “参芪健胃颗粒”荣登“2017年度中华民族医药百强品牌企业”榜单
- “2018河南民营企业100强”榜单第19名
- “2018河南民营企业制造业100强”榜单第13名[5]